# Pipa

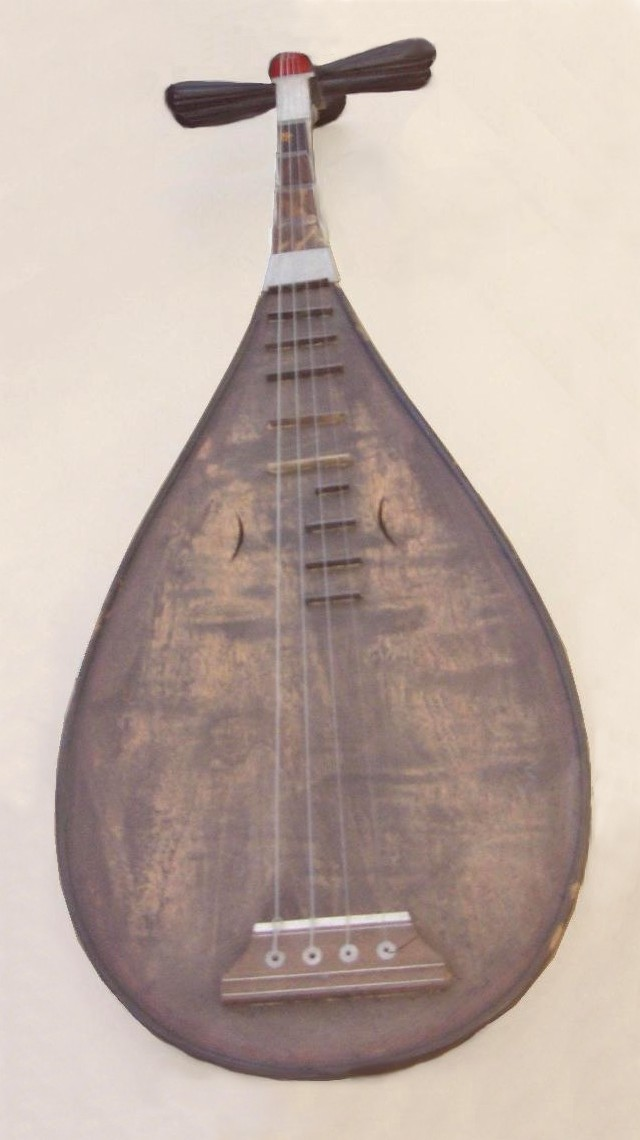
14-bündige pipa

Pipa (chinesisch 琵琶, Pinyin pípá) ist eine gezupfte Schalenhalslaute der klassischen chinesischen Musik.

## Herkunft
Die pipa ist wie alle chinesischen Lauten fremdländischer Herkunft und kam wohl über Zentralasien nach China. Ihr Name lässt sich über Zwischenstufen mit persisch barbat verbinden. Im Lauf der Zeit waren Gestalt und Spielweise zahlreichen Änderungen unterworfen:
- In der Han-Zeit war der Korpus der Laute noch kreisrund. Bereits in der Tang-Dynastie setzte sich aber unter dem Einfluss der im 4. Jahrhundert aus Persien importieren barbat-Lauten die heute noch gebräuchliche und für das Instrument als charakteristisch angesehene Birnenform durch.
- Früher hatte die pipa fünf Saiten, im Laufe der Zeit wurden es vier.
- Ursprünglich besaß das Instrument nur 5 oder 6 Bünde, später stieg die Zahl auf 14, 16, 17, 24, 29 und im 20. Jahrhundert sogar auf 30. Pipa mit 14 oder 16 Bünden ordnen diese annähernd entsprechend der westlichen Ton-/Halbtonleiter an: Vom Sattel aus gesehen lautet die Reihenfolge: T-H-H-H-T-H-H-H-T-T-3/4-3/4-T-T-3/4-3/4, (einige Bünde erzeugen einen ¾- bzw. „neutralen“ Ton). In den 1920er und 1930er Jahren wurde die Zahl der Bünde dem westlichen Tonsystem entsprechend auf 24 erhöht, wodurch sich vergleichbar einer modernen Gitarre Halbtonabstände ergaben. Danach ist die Zahl der Bünde teilweise auf bis zu 30 gestiegen. Die traditionelle 16-Bund-pipa gerät indes zunehmend in Vergessenheit und überlebt allenfalls in manchen regionalen Musiktraditionen wie im Süden verbreiteten Nanguan/Nanyin-Stil.
- Früher wurden die Saiten mit einem Plektrum gezupft, später setzten sich die Fingernägel durch. Seitdem im 20. Jahrhundert neben den traditionellen Seiden-Saiten solche aus Stahl üblich wurden, benutzten die Spieler auch verstärkt stabilere künstliche Fingernägel.
- In alter Zeit wurde die pipa in horizontaler Position gespielt, heute ist eine vertikale oder fast vertikale Ausrichtung üblich.

Pipa-Spielerin, Tang-Dynastie

Ihre Hochblüte erlebte die pipa-Musik während der Tang-Zeit, als das Instrument große Popularität in der Hofmusik genoss. Diesen Aufstieg verdankte es nicht zuletzt dem damals relativ hohen persischen Bevölkerungsanteil in der Hauptstadt Chang’an. Viele Perser wirkten am Kaiserhof als Musiker bzw. Musiklehrer und verhalfen dem einst aus ihrer Heimat importierten Instrument zu erheblicher Popularität. In dieser Zeit entstanden zahlreiche reichgeschnitzte pipa mit kostbaren Einlegearbeiten; auf den Wandgemälden der Mogao-Grotten in der Nähe von Dunhuang sind auf der pipa spielende buddhistische Halbgottheiten zu sehen. Auf der Rückseite von drei der um 1900 in einer der Mogao-Höhlen entdeckten Schriftrollen sind einige Musikstücke notiert, die aus der Tang-Zeit stammen und offensichtlich noch während der Fünf-Dynastien im 10. Jahrhundert populär waren. Sie enthalten vermutlich eine Notation für die viersaitige pipa mit vier Bünden (pipa pu).
In den Gedichten der Tang-Zeit wird das Instrument oft für seinen erlesenen und verfeinerten Klang gepriesen. Bai Juyis berühmtes pipa-Lied schildert ein zufälliges Zusammentreffen mit einer pipa-Spielerin auf dem Yangzi:
大絃嘈嘈如急雨 : Die dicken Saiten prasselten wie Regenschauer,
小絃切切如私語 : Die dünnen Saiten seufzten wie Liebesgeflüster,
嘈嘈切切錯雜彈 : Prasseln und Plappern, Plappern und Prasseln,
大珠小珠落玉盤 : Wie Perlen, groß und klein, die auf Jadeteller fallen.
Einige Lauteninstrumente des ost- und südostasiatischen Raums stammen von der pipa ab, so etwa die japanische biwa, die vietnamesische đàn tỳ bà und die heute nicht mehr gebräuchliche koreanische bipa. Andere chinesische Lauten sind die yueqin mit einem runden Korpus und die sanxian mit einem langen dünnen Hals.

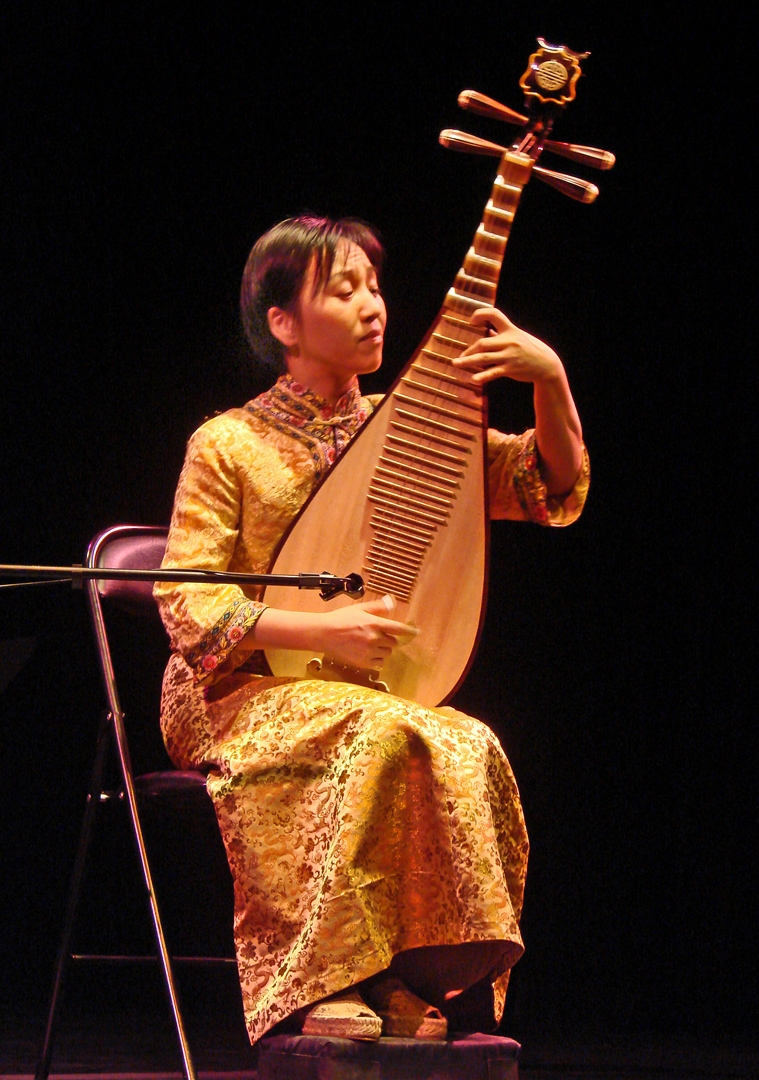
Ling Ling Yu spielt eine 30-bündige pipa.

## Bauform
Die pipa besitzt einen birnenförmigen Korpus, der flacher als bei der westlichen Laute ist. In der Regel wird er aus Mahagoni, Rotem Sandelholz, Narrabaum oder anderen Edelhölzern gefertigt; daneben sind aber auch billigere Materialien gebräuchlich. Nach wechselhafter Entwicklung verfügt die pipa heute gewöhnlich über vier Saiten aus Stahl, die A-D-E-A gestimmt sind und über 24 bis 30 Bünde laufen.

## Spielweise
Die pipa wird in zwei unterschiedlichen Techniken gespielt, deren chinesische Bezeichnungen zusammen den Namen des Instruments ergeben: Beim „pí“ (琵) wird der Zeigefinger der rechten Hand von rechts nach links über die Saiten geschoben, beim „pá“ (琶) der Daumen in umgekehrter Richtung. Gespielt wird mit eigenen oder künstlichen Fingernägeln, seltener mit einem Plektrum.
Die zahlreichen für die pipa geschriebenen Stücke des klassischen Repertoires können grob in vier Stile unterteilt werden: Wen (文; zivil), Wu (武; kriegerisch), Da (大; Suite) und Xiao (小; Solo).
Zu den berühmtesten Stücken gehören Shimian Maifu (十面埋伏, von zehn Seiten umzingelt), Xiyang Xiaogu (夕陽簫鼓, Flöte und Trommel im Abenddämmer), Yangchun Baixue (陽春白雪, Weißer Schnee in der Frühlingssonne), Long Chuan (龍船, Das Drachenboot), Yizu Wuqu (彝族舞曲, Tanz des Yi-Volkes), Dalang Taosha (大浪淘沙, Große Wellen schlagen an die Sandbank), Zhaojun Chusai (昭君出塞, Zhaojun reist über die Grenze) und Bawang Xiejia (霸王卸甲, König Ba legt die Rüstung ab).
Im sehr alten klassischen Musikstil Nanguan (auch Nanyin), dessen Ursprung in der südostchinesischen Provinz Fujian liegt, besteht das Ensemble in seiner Basisversion aus fünf Musikinstrumenten: neben der taktgebenden Holzklapper paiban sind dies eine nan pa genannte kürzere Form der pipa, eine Langhalslaute sanxian, eine Bambuslängsflöte dongxiao und eine Röhrenspießgeige erxian.
Ende des 20. Jahrhunderts wurden unter dem Einfluss von  Yang Jing (楊靜, Schweiz), Wu Man (* 1963, USA), Min Xiao-Fen, Miki Minoru und anderen zeitgenössischen Komponisten neue Solo- und Orchesterwerke für die pipa geschrieben. Teilweise wurde die pipa sogar in der Rockmusik verwendet, so etwa vom Gitarristen der kalifornischen Band Incubus, Mike Einziger, in dem Song Aqueous Transmission. 

## Spieler
Zu den bedeutendsten pipa-Spielern des 20. Jahrhunderts gehörten Sun Yude (孙裕德; 1904–1981) und Li Tingsong (李庭松; 1906–1976). Beide waren Schüler von Wang Yuting (1872–1951) und engagierten sich für den Guoyue-Stil (国乐), eine Kombination chinesischer Musiktraditionen und westlichem Stil. Sun trat in den USA, Asien und Europa auf und wurde 1956 stellvertretender Direktor des Shanghai minzu yuetuan (上海民族乐团; Shanghaier Volksorchester). Li hatte neben seiner Tätigkeit als pipa-Spieler eine Reihe akademischer Positionen inne und befasste sich auch mit theoretischen Forschungen über das Instrument. Wei Zhongle (卫仲乐; 1908–1997) spielte neben der pipa etliche andere Instrumente und gründete in den frühen 1950er Jahren die Abteilung für traditionelle Instrumente am Shanghaier Musikkonservatorium.
Weitere über China hinaus bekannte pipa-Spieler sind Shen Haochu (沈浩初; 1899–1953), sein Schüler Lin Shicheng (林石城; 1922–2006), dessen Schüler Liu Dehai (刘德海, * 1937) und Wu Man, die erstmals einen Mastergrad im pipa-Spiel erlangte und den nationalen Wettbewerb in Beijing für chinesische Instrumente gewann.
Im Shanghaier Musikkonservatorium lehrten Wei Zhongle und Ye Xuran (叶绪然 * 1935) die pipa. Anfang der 1980er Jahre spielte Ye Xuran die Uraufführung der von Ye Dong bearbeiteten ersten pipa-Stücke des Dunhuang-Manuskripts. Um die Verbreitung des Instruments in Nordamerika, Europa und Japan haben sich insbesondere Min Xiao-Fen (USA), Tang Liangxing (USA), Jiang Ting, Gao Hong, Qiu Xia He, Liu Fang (刘芳), Yang Jing, Ting Ting (Zong Tingting), Zhang Jingyu und Zhou Yi verdient gemacht. In China wirken indes Yu Jia (俞嘉), Yang Wei (杨惟) und Fan Wei (樊薇).

## Trivia
Die Frucht der japanischen Wollmispel wird im Chinesischen ihrer an das Instrument erinnernden Form wegen „Pipa“ (枇杷) genannt.